# Der Dessauer (Segelflugzeug)
Der Dessauer war ein einsitziges Segelflugzeug des Flugtechnischen Vereins Dessau von 1923, das als Der alte Dessauer durch die Flugwissenschaftliche Arbeitsgemeinschaft Cöthen (Fluwiac) modifiziert wiederaufgebaut wurde.

## Geschichte und Konstruktion
Das Flugzeug entstand als Konstruktion Ludwig Hoffmanns in Weiterentwicklung des Geheimrats.
Der halbfreitragende Schulterdecker – nur mit einer kurzen gummigefederten Strebe aus Dural gegen den Rumpfhauptspant abgestützt – hatte eine zweiteilige Tragfläche mit doppel-T-förmigem Hauptholm, zwei Hilfsholmen und zweilagig mit Sperrholz beplankter Torsionsnase. Der restliche Flügel war stoffbespannt. Die je 1,66 m² großen, differenzierten Querruder wurden mit Stoßstangen angelenkt.
Der sperrholzbeplankte Rumpf mit zentraler Kufe unter dem Rumpfboot und Stahlschleifsporn am Heck hatte bis zum Hauptspant einen sechs-, danach fünfeckigen Querschnitt.
Das Leitwerk in Normalanordnung bestand aus einem gedämpften Höhen- und Seitenleitwerk mit stoffbespannten Rudern.
Der Dessauer erzielte Preise auf dem Rhönwettbewerb 1923, wurde allerdings am 30. August 1923 bei einer Landung Otto R. Thomsens nach Flügelschwingungen bei stürmischem Wetter stark beschädigt. Die Flugwissenschaftliche Arbeitsgruppe Cöthen (Fluwiac) erwarb die Reste des Flugzeugs und baute es unter dem Namen Der alte Dessauer mit einigen Modifikationen wieder auf. Die Gummifederung in den Tragflächenstreben entfiel, da darin die Ursache der Flügelvibration gesehen wurde. Der Erstflug erfolgte durch Hübner am 26. August 1924 von der Wasserkuppe.

## Nutzung

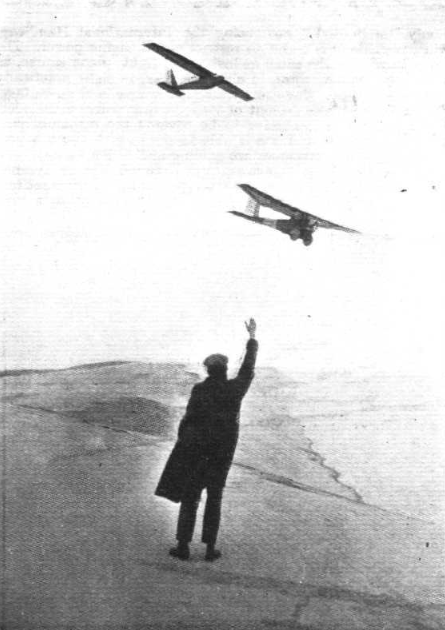
Der alte Dessauer beim Küstensegelflug, Rossitten 1925

Nach den Rhönwettbewerben 1923/1924 flog Otto Fuchs im Oktober 1924 während des Ersten Italienischen Segelflugwettbewerbs vom Monte Sisemol bei Asiago, im Februar 1925 beim Zugspitzwettbewerb vom Kochelberg und gewann im Mai 1924 den Dritten Küstenflugwettbewerb bei Rossitten mit einem Flug von 7:45 h Dauer. Nach weiteren Wettbewerbsteilnahmen bei Rossitten und Koktebel und jährlich in der Rhön ging Der alte Dessauer dort 1928 zu Bruch.

## Technische Daten
| Kenngröße              | Daten        |
| ---------------------- | ------------ |
| Besatzung              | 1            |
| Länge                  | 6,10 m       |
| Spannweite             | 12,80 m      |
| Höhe                   | 1,35 m       |
| Flügelfläche           | 15,5 m²      |
| Tragflächenbelastung   | ≈11,35 kg/m² |
| Flügelstreckung        | 10,57        |
| Flügelprofil           | Gö 289       |
| Gleitzahl              | ≈19          |
| Geringstes Sinken      | ≈0,6 m/s     |
| Zuladung               | 76 kg        |
| Leermasse              | ≈100 kg      |
| Flugmasse              | 176 kg       |
| Mindestgeschwindigkeit | ≈40 km/h     |
| Höchstgeschwindigkeit  | ≈140 km/h    |